# Nile
Nile er et teknisk dødsmetal band fra Greenville, South Carolina, USA grundlagt i 1993. Musikken er inspireret af gammel egyptisk kunst, historie, religion og H.P. Lovecrafts værker.

## Biografi
Niles musik er skrevet af vokalist og guitarist Karl Sanders og bærer præg af hans interesse i gammel egyptisk kultur, specielt torturmetoder, såvel som andre mellemøstlige kulturer som Mesopotamien. Mange tekster er desuden inspireret af forfatteren H.P. Lovecrafs værker.
I hæftet til Annihilation of the Wicked, Black Seeds of Vengeance og In Their Darkened Shrines uddyber Karl Sanders baggrunden for de enkelte sanges titel og tekst.
I maj 2006 skrev Nile kontrakt med pladeselskabet Nuclear Blast, der skulle udgive bandets femte studiealbum Ithyphallic. Albummet udkom 20. juli.

## Medlemmer
- Karl Sanders – vokal, guitar, keyboard, yderligere instrumenter (bouzouki, bağlama m.fl.) (1993-)
- Dallas Toler-Wade – vokal, guitar (fra 1996)
- George Kollias – trommer, slagtøj (fra 2004)
- Chris Lollis – bas, vokal (live, fra 2007)

### Tidligere medlemmer
- John Ellers – guitar (1996–1997)
- Pete Hammoura – trommer, slagtøj, vokal (1993–2000)
- Derek Roddy – trommer, slagtøj (2000)
- Chief Spires – bas, vokal (1993–2001)
- Tony Laureano – trommer, slagtøj (2000–2004)
- Jon Vesano – bas, vokal (2000–2005)
- Joe Payne – bas, vokal (live, 2005–2007)

## Diskografi
- Amongst the Catacombs of Nephren-Ka (28. april, 1998, Relapse Records)
- Black Seeds of Vengeance (5. september, 2000, Relapse Records)
- In Their Darkened Shrines (20. august, 2002, Relapse Records)
- Annihilation of the Wicked (24. maj, 2005, Relapse Records)
- Ithyphallic (20. juli, 2007, Nuclear Blast Records)
- Those Whom the Gods Detest (2009)
- At the Gate of Sethu (2012)
- What Should Not Be Unearthed (2015)
- Vile Nilotic Rites (2019)